# La Sénia del Rellotge
La Sénia del Rellotge és una obra del municipi de Vilassar de Mar (Maresme) inclosa en l'Inventari del Patrimoni Arquitectònic de Catalunya.
És un edifici civil aïllat i situat en una zona no urbanitzada. Consta de planta baixa i pis amb el cos central més elevat. Aquest últim està cobert per una teulada amb el carener perpendicular a la façana, i els cossos laterals amb el carener paral·lel. L'interès de l'edifici recau fonamentalment en la façana que separa les dues plantes del conjunt per una franja de rajoles i una balconada central. Les obertures presenten llindes d'una sola peça, esglaonades i triangulars, molt freqüents en l'arquitectura d'inicis de segle xx. El més característic és el que dona nom a la casa: el rellotge situat a la part superior del cos central i profusament decorat, emmarcat per dos quadrats que formen una estrella i cinc figuretes nues esculpides representant actituds diverses.
Del mateix autor és un dels edificis més característics de Vilassar: Can Bassa, i la portada del cementiri. Les escultures que coronen l'edifici i tota l'ornamentació foren realitzades pel mateix arquitecte.